# イェッベ・オーケーア
イェッベ・オーケーア (Jeppe Aakjær 1866年9月10日 - 1930年4月22日)は、デンマークの文筆家、ジャーナリスト。

## 生い立ち
デンマークのユトランド北部にある寒村フリで生まれた。8人兄弟であり、貧しい農家の出であった。父はデンマークの政党ヴェンスタの支持者である。農村部で育ち、幼い頃から家業を熱心に手伝っていたが、やがて地元の学校に通う。ほどなくしてスタバイのフォルケホイスコーレーで学ぶ。その後、首都コペンハーゲンに移り、教員を目指してブラーガード高等師範学校で勉学を続けた。この頃に政治家のブスクやフルプ、学者ブランデスに感化された。
故郷に帰還して農作業やそしてまたフォルケホイスコーレーで講義した。のちにデンマーク社会民主党に入党した。再びコペンハーゲンに戻って教員としてジャーナリストとして活躍する。ユトランド運動に参加。1893年にマリー・ブレゲンダルと出会い婚約した。
1930年に死去。

## キャリア
時期を前後してフォークロアを専門としたジャーナルに関わり、以後数年にわたってユトランドの伝承や民謡、アレゴリーなどの収集に務めた。1886年にそれらユトランドのフォークロアをまとめた著書を発表して評判を呼ぶ。1923年にユトランドの伝承の完全版を刊行した。さらに詩集や小説といった様々な作品を発表。生涯にわたって作風は郷土ユトランドの風土や農村に根ざしたものであり、主に農民の生活に焦点をあてた。